# Schlierbach (Our)
Der Schlierbach ist ein etwa 3,3 km langer linker und östlicher Zufluss der Our.

## Verlauf
Der Schlierbach entspringt in der Eifel westlich von Heckhuscheid und südöstlich vom Eichenbusch an der deutsch-belgischen Grenze. Er mündet bei Weidig in die Our.